# Le Livre rouge de la justice rurale

Le Livre rouge de la justice rurale de Jules Guesde est un livre journalistique, le témoignage des Versaillais sur la Commune de Paris. Il a été écrit à Genève pendant son exil pour avoir soutenu dans son journal la Commune.
Le livre regroupe des « Documents pour servir à l'histoire d'une République sans république » (le sous-titre). Il est dédié à la mémoire de Charles Delescluze.
Le texte est effectivement composé seulement et strictement de documents ou d'extraits d'origine monarchiste ou thiériste. « C'est en réalité le jugement de Versailles par Versailles, la majorité rurale peinte, raconté par elle-même ». Une seconde partie aurait dû être écrite, mais cela ne s'est pas fait.
- Le Chapitre 1er, Le 18 mars, Paris, la Commune devant la presse et l'opinion conservatrices, relate les évènements du 28 février, jusqu'au 31 mars, page 3 à 10.
- Le Chapitre 2, Le siège relate jour par jour ceux du 2 avril au 20 mai. Chaque jour commence par un extrait d'A. Thiers.
- Le chapitre 3 est La Semaine des neuf jours, c'est-à-dire la semaine sanglante. Le texte est ainsi imprimé en rouge de la page 40 à 82 (la fin), contrastant avec la couverture en papier cartonné fin de couleur jaune. Les évènements vont jusqu'au 30 juin.

## Source
- Le livre est en ligne sur Gallica [PDF]